# ماموروا (آریزونا)
ماموروا (به انگلیسی: Mumurva) یک منطقهٔ مسکونی در ایالات متحده آمریکا است که در آریزونا واقع شده‌است. ماموروا ۱٬۸۲۰ متر بالاتر از سطح دریا واقع شده‌است.